# 淳祐 (僧)

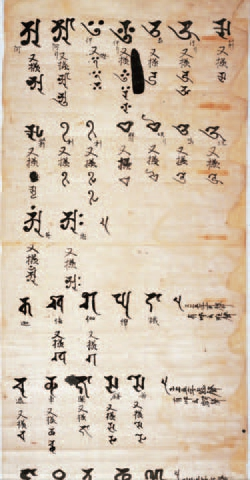
薫の聖教

淳祐（じゅんゆう、寛平2年（890年）- 天暦7年7月2日（953年8月13日）は、平安時代中期の真言宗の僧。父は菅原道真の子菅原淳茂。

## 略歴
般若寺の観賢に師事して出家・受戒し、925年（延長3年）に伝法灌頂を受けた。真言宗小野流の法を継いだが、足に障害があり病弱であることを理由に醍醐寺寺主就任を辞退する。その後石山寺普賢院に隠棲した。普賢院では多くの書物を著し、真言密教の事相の発展に寄与した。
延喜21年（921年）11月、師・観賢が醍醐天皇の勅命により高野山奥の院御廟を訪れたとき、共に御廟内に入り弘法大師（空海）の膝に触れたといわれる。その際、妙香の薫りが手に移り、一生消えることがなかった。またそれにより、淳祐が書写した経典にも同様の薫りが移った。これを「薫の聖教（におい（かおり）のしょうぎょう）」という。